# Aceite de ladrillo
El aceite de ladrillo (denominado en farmacia como oleum de lateribus y por los alquimistas como aceite filosofal) se trata de un preparado empireumático a base de aceite de oliva y polvo de ladrillo (o cal viva). El aceite se obtiene de un destilado de la mezcla previamente reposada. En la medicina premoderna se empleó este aceite preparado como un bálsamo útil en la extracción de ciertos tumores de bazo. 

## Preparación y usos
Se suele comenzar con pedazos de ladrillos rojos (generalmente viejos) que se calientan al horno. Se vierte aceite de oliva que se absorbe en los trozos que finalmente molidos hasta lograr una textura pulverulenta se introducen en una retorta. Se suele introducir el conjunto en un horno de reverbero con el objeto de extraer, por destilación, el aceite inmerso en los granos del polvo. Aparte de sus abundantes usos en la farmacia precientífica, los lapirdarios la empleaban al tallar las piedras.